# GAZ-55
GAZ-55 – samochód dostawczy produkowany przez firmę GAZ w latach 1938-1945. Dostępny jako 2-drzwiowy furgon. Do napędu użyto silnika R4 o pojemności 3,3 litra. Moc przenoszona była na oś tylną poprzez 4-biegową skrzynię biegów. Samochód wyposażony był w mechaniczne hamulce na obu osiach.
Samochód oparty został na modelu GAZ-AA, wykorzystywany był głównie jako ambulans podczas II wojny światowej, mógł przewieźć 10 zdrowych osób bądź 6 rannych.
W 1942 produkowano zubożoną wersję modelu - wyposażana była ona m.in. w jedną lampę przednią. W 1945 zakończono produkcję GAZa-55, łącznie powstało 9130 egzemplarzy.

## Dane techniczne

### Silnik
- R4 3,3 l (3285 cm³), 2 zawory na cylinder, SV
- Układ zasilania: gaźnik
- Średnica cylindra × skok tłoka: 98,43 mm × 107,95 mm
- Stopień sprężania: 4,6:1
- Moc maksymalna: 50 KM przy 2800 obr./min
- Maksymalny moment obrotowy: b/d

### Osiągi
- Prędkość maksymalna: 70 km/h (załadowany)
- Średnie zużycie paliwa: 20,5 l / 100 km

### Inne
- Promień skrętu: 7,5 m
- Koła: 6,5 x 20 cali
- Ładowność: 1500 kg